# Kościół Wniebowzięcia Najświętszej Maryi Panny w Havlíčkův Brodzie

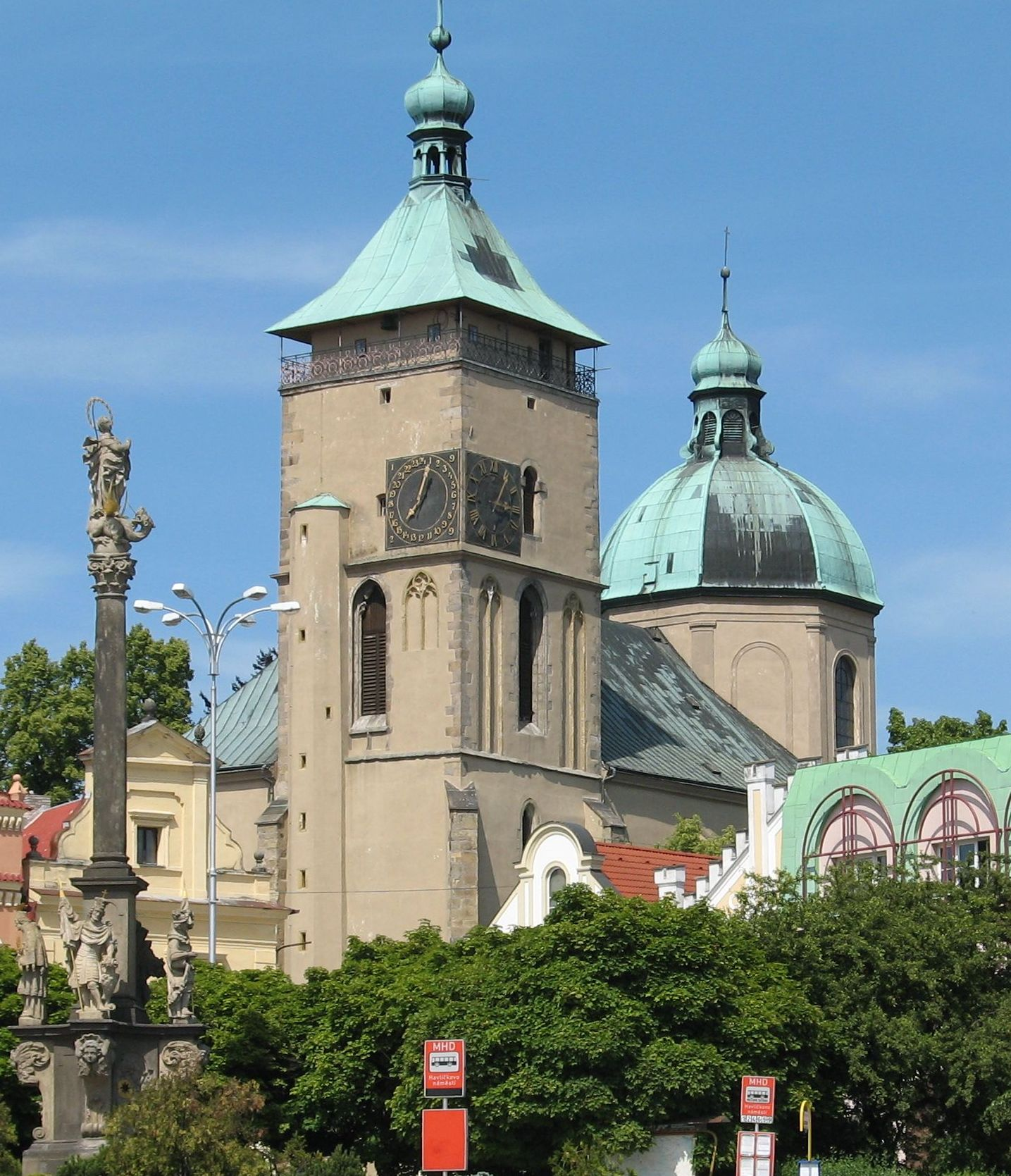
Kościół Wniebowzięcia Najświętszej Maryi Panny

Kościół Wniebowzięcia Najświętszej Maryi Panny (czeski: Kostel Nanebevzetí Panny Marie) – pierwotnie wczesnogotycki kościół z XIII wieku w Havlíčkův Brodzie. Od czasu powstania był wielokrotnie przebudowywany. Masywna gotycka wieża z galerią widokową mieści w sobie jeden z najstarszych dzwonów w Czechach: dzwon Vilém z lat 30. XIV wieku.
Od roku 1958 jest chroniony jako zabytek kultury Republiki Czeskiej.

## Historia
Kościół został zbudowany w stylu wczesnego gotyku pod koniec XIII wieku. W 1422 został spalony przez husytów. W 1570 roku wieża została podniesiona o jedno piętro. W latach 1633–1637 został odbudowany, a barokowe kopuły uzyskał w 1707.
Najstarszą częścią kościoła jest kwadratowa sala od strony północnej. Wczesnobarokowy ołtarz z wizerunkiem Anioła Stróża pochodzi z 1661. Kopuły kościoła są ozdobione freskami Jana Jakuba Stevensa ze Steinfelsu.